# Калныш, Валерий Валерьевич
Валерий Валерьевич Ка́лныш (укр. Валерій Валерійович Калниш; род. 30 сентября 1976, Запорожье) — украинский журналист, радио- и телеведущий. Главный редактор газеты «Коммерсантъ Украина» (2012—2014), интернет-издания «Апостроф» (2014), «Радио Вести» (2015—2016), интернет-издания «РБК-Украина» (2016—2017), Радио «Эра» (2017—2018), «Радио НВ» (2018—2020).

## Биография
Родился 30 сентября 1976 года в Запорожье. Учился в местной школе № 100. Дважды поступал в Запорожский государственный университет на исторический, а затем на факультет социальной педагогики и практической психологии, но вуз в итоге не окончил. Во время учёбе в ЗГУ становился победителем всеукраинских студенческих олимпиад.
Журналистскую карьеру начал на запорожском телеканале «Алекс», где вёл автомобильную программу. После продолжил вести автомобильную программу на другом запорожском телеканале — «ТВ-5». При этом водить автомобиль Калныш так и не научился. На «ТВ-5» работал в качестве выпускающего редактора. В 2002 году был включён в состав Комиссии по журналистской этике. Во время прохождения месячных курсов «Интерньюз-Украина» в Киеве под кураторством Рассела Лайна познакомился с журналистом Александром Кривенко. В 2002 году Кривенко возглавил независимый проект «Громадське радіо», а Калныш стал собственным корреспондентом радиостанции в Запорожье. Кроме того работал в газете «Истеблишмент» (Запорожье). В 2002 году стажировался на радио «Континент» (Киев).
Успешно пройдя собеседование в 2005 году стал старшим корреспондентом новосозданной газеты «Коммерсантъ Украина» в Киеве. Спустя год перешёл на должность редактора отдела политики. С июля 2009 года — заместитель главного редактора, а с сентября 2012 года — главный редактор издания. В марте 2014 года «Коммерсантъ Украина» был закрыт в связи с началом российско-украинской войны.
После закрытия «Коммерсантъ Украина» стал заместителем главного редактора на «Радио Вести». Летом 2014 года покинул «Вести» и стал главным редактором интернет-издания «Апостроф». Однако вскоре вернулся на «Вести» в качестве ведущего. В сентябре 2014 года покинул «Апостроф», где по собственным словам выполнил задание по запуску проекта. В это же время он писал колонки для журналов The New Times и «Фокус». В январе 2015 года на радио «Вести» стал соведущим программы «Мужчина и женщина» с Юлией Литвиненко.

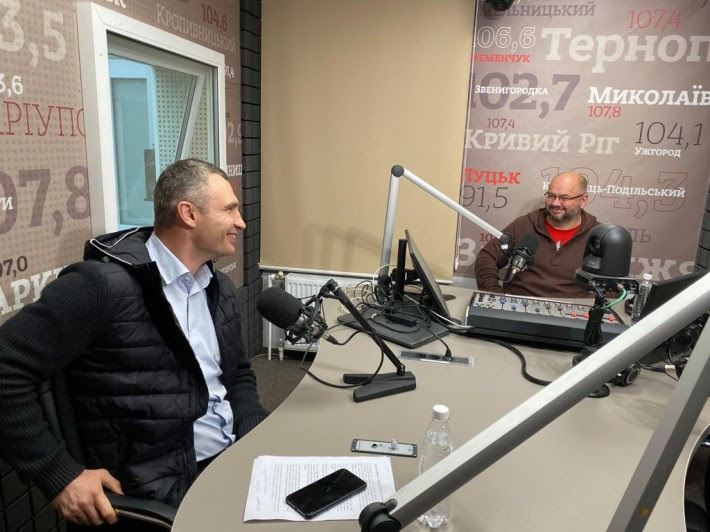
Калныш в эфире с мэром Киева Виталием Кличко

6 августа 2015 года был назначен на должность главного редактора радио «Вести», оставаясь в этой должности до февраля 2016 года. После этого продолжил работать на радиостанции и писал тексты для «РБК-Украина». В июне 2016 года окончательно уволился с «Вестей».
С августа 2016 по июнь 2017 года — главный редактор «РБК-Украина».
В сентябре 2017 года стал главным редактором Радио «Эра». После того как собственник «Эры» компания Dragon Capital приняла решения переформатирования радиостанции в «Радио НВ», Калныш продолжил работу в качестве главреда уже на новой радиостанции. На фоне пандемии COVID-19 и смены формата радиостанции, 15 апреля 2020 года Калныш был уволен с поста главного редактора «Радио НВ».
1 августа 2020 года стал ведущим на телеканале «Прямой». В марте 2021 года вместе с Еленой Курбановой на «Прямом» начал вести вечернее ток-шоу. С 15 декабря 2020 года параллельно ведёт авторскую программу интервью на «Радио Киев 98 FM».

## Личная жизнь
Супруга — Наталья Непряхина, работала в издании «Коммерсантъ Украина».

## Книги
- За слова отвечают (2017)